# Dendrobium implicatum
Dendrobium implicatum är en orkidéart som beskrevs av Noriaki Fukuyama. Dendrobium implicatum ingår i släktet Dendrobium, och familjen orkidéer. Inga underarter finns listade i Catalogue of Life.